# Rupstjärn
Rupstjärn är en by i Sundborns socken i Falu kommun.
Rupstjärn (uttalas ungefär "Rupps-tjärn") gränsar till Svärdsjö socken och ligger 17 km nordnordost om Falun. Länsväg 850 från Falun mot Svärdsjö går rakt genom byn.